# Olga Markowa Meerson

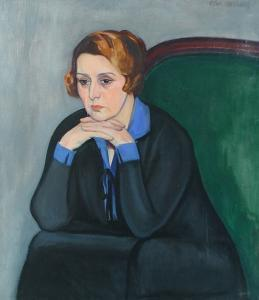
Selbstporträt

Olga Markowa Meerson (* 5. Dezember 1885 in Moskau; † 29. Juni 1930 in Berlin) war eine russische Malerin der Moderne, Schülerin von Henri Matisse und erste Ehefrau von Heinz Pringsheim.

## Leben
Über ihr Geburtsdatum gibt es unterschiedliche Erkenntnisse. Der Medizinhistoriker Robert Jütte – Autor ihrer in 2025 im Neofelis Verlag erschienenen Biografie – kommt zu dem Ergebnis, dass sie am 5. Dezember 1882 geboren ist (und nicht 1885). Auch die u. a. Sonderausstellung im Schlossmuseum Murnau spricht von diesem Datum. Aber selbst der 23. November 1878 findet sich an anderer Stelle.
Olga Markowa Meerson studierte zunächst in München, unter anderem zusammen mit Wassily Kandinsky, und ab 1908 in Frankreich bei Matisse. Sie stand in Kontakt mit Thomas Mann, dem Ehemann ihrer späteren Schwägerin Katia; im Thomas-Mann-Archiv der ETH Zürich ist ein Brief Olga Meersons vom 2. Juli 1911 an Thomas Mann erhalten, in dem die Herkunft des Namens „Tadzio“ thematisiert wird. Tadzio ist eine Hauptfigur in Thomas Manns Novelle Der Tod in Venedig.

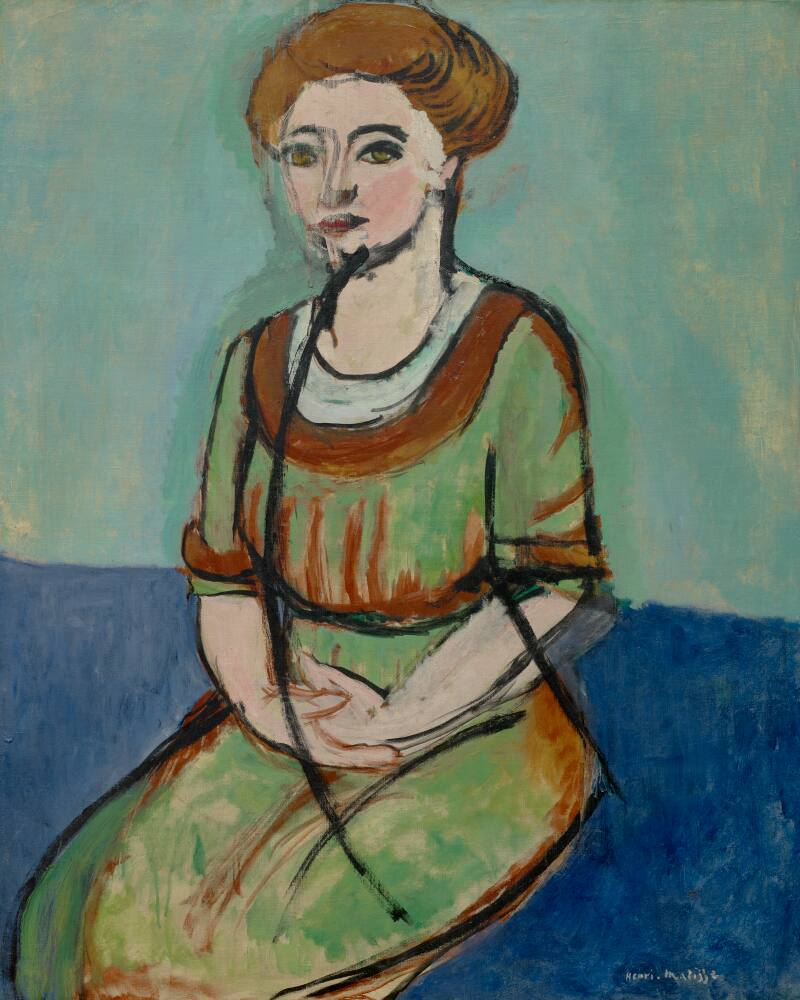
Henri Matisse: Olga Meerson, 1911

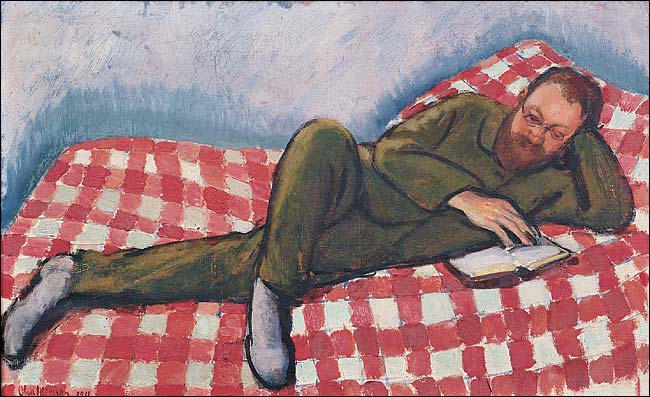
Henri Matisse, 1911

Meerson suchte auch noch die Nähe Matisses, nachdem dieser sich aus dem Lehrbetrieb zurückgezogen hatte. Sie besuchte ihn häufig in Issy und empfing seine Gegenbesuche am Boulevard des Invalides. 1911 porträtierten Matisse und Meerson einander; eines von Olga Markowa Meersons Matisse-Porträts zeigt den Maler lesend und auf einem Bett liegend. Dieses Gemälde hat insofern Seltenheitswert, als Matisse eine große Scheu davor hatte, sich zur Schau zu stellen, und offenbar ungewöhnlich entspannt agierte, als Olga Markowa Meerson ihn porträtierte. Hilary Spurling schrieb über Matisse und Meerson: „Matisse relaxed for her as he rarely did for the camera, or for the various interviewers, who tried over the next forty years to portray him in words. He was a wary and defensive sitter [...] With Meerson, in the summer of 1911, he lowered his guard.“
Matisse seinerseits malte Meerson nicht nur, sondern nutzte sie auch als Modell für seine Plastik Sitzende Nackte, die ebenfalls 1911 geschaffen wurde. Wahrscheinlich hatten Meerson und Matisse eine Liaison miteinander, die die Eifersucht Amélies, der Ehegattin Matisses, erregte. Nachdem sich Matisse wohl von ihr getrennt hatte, zog Olga Markowa Meerson wieder nach München und heiratete 1912 Heinz Pringsheim.

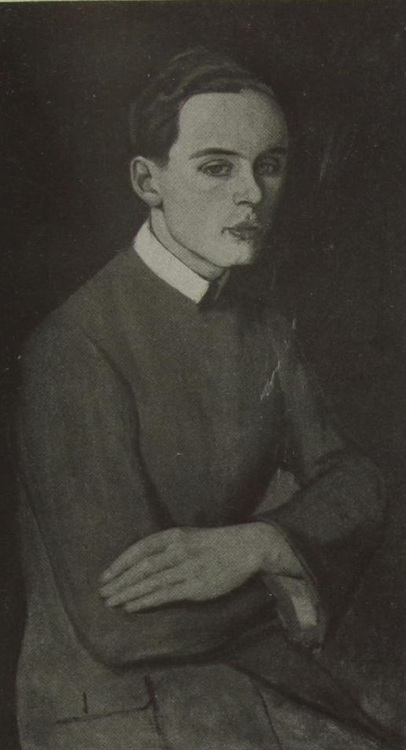
Porträt von Klaus Mann, 1926

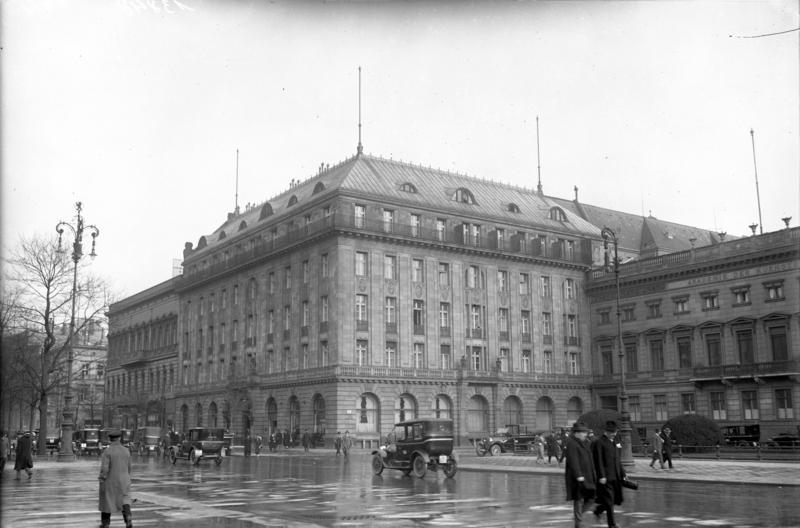
Hotel Adlon, 1927

Nach dieser Eheschließung lebte sie mit Pringsheim in Berlin. 1913 wurde die Tochter Tamara geboren, die später den Mathematiker Theodor Estermann heiratete. Heinz Pringsheims Ehe war offenbar in seiner Familie nicht unumstritten. In einem Brief schrieb Elisabeth Castonier später an Mary Tucholsky: „Seine, Heinzi's, erste Frau war die russische Malerin Olga Merson [sic!] – mit der meine Mutter in Paris russisch schwätzen konnte. Es hieß damals, O. wäre »Anarchistin« und meine Mutter fürchtete immer, dass sie bei ihren allmonatlichen jour fixe's eine loslassen würde, um zu sehn, ob – aber sie tat es nicht. Statt dessen sprang Olga nach dem Ersten Weltkrieg aus dem Adlon und Heinzi heiratete eine Sängerin, die nicht berühmt werden konnte [...]“
Olga Pringsheim litt unter Depressionen. 1930 schied sie im Alter von 44 Jahren aus dem Leben; sie stürzte sich aus dem vierten Stock des Hotels Adlon in Berlin.
Sie gehört zu denjenigen Frauen in der Kunst, die weitgehend in Vergessenheit geraten sind. 2025 versucht das Schlossmuseum Murnau vom 11. April bis 9. November 2025 mit einer Sonderausstellung, das Leben und Werk der Malerin einer größeren Öffentlichkeit zu präsentieren.